# Chiesa di San Secondo (Amelia)
La chiesa di San Secondo o della Buona Morte è un luogo di culto situato al di fuori dalle mura di Amelia, poco lontano dalla Porta Busolina (Porta Romana). La chiesa è sede della Confraternita della Morte e Orazione.

## Storia
Nell'importante municipio romano di Amelia, intorno al IV secolo si diffuse il cristianesimo con i primi martiri Santa Firmina e Sant'Olimpiade.
Abbandonate le necropoli preromana in località Pantanelli dove sono state rinvenute tombe a camera del IV secolo, e in via Piana, venne localizzato il nuovo coemiterium all'inizio della strada, oggi denominata via delle Cinque fonti.
Dal testo di una Passio di origine farfense si apprende che Secondo era un soldato e apparteneva alla famiglia dell'imperatore Aureliano (214-277). Durante la persecuzione di Diocleziano e Massimiano (303-305) il proconsole Dionisio lo fece prelevare da Gubbio e portare al suo cospetto presso il tribunale di Spoleto, non essendo riuscito a convincerlo ad abiurare la fede cristiana, lo fece ripetutamente torturare. Mentre veniva sottoposto ai supplizi, Secondo implorò da Dio un segno che facesse convertire i suoi persecutori; a questo punto un violento terremoto abbatté il grandioso tempio di Ercole eretto proprio in onore dell'imperatore Massimiano Erculeo.
Dionisio, infuriato, ordinò allora di portarlo ad Amelia legargli una macina da molino al collo e affogarlo nel Tevere, che scorreva a pochi chilometri dalla città. Eseguita la sentenza, i soldati presero la via del ritorno ma un orso sbarrò loro la strada, ne uccise alcuni, mentre gli altri, terrorizzati dalla fine dei propri compagni, corsero dal sacerdote Eutizio chiedendo perdono dell'atto compiuto e facendosi poi battezzare da lui. Intanto, il corpo di Secondo, riemerso miracolosamente dal fiume in ager amerinus, venne recuperato il primo giugno 303, senza la macina al collo e in buono stato benché fosse stato molti giorni in acqua. Una Matrona di nome Eudossia prese quel corpo e lo avvolse di lini e lo seppellì in un suo terreno appena fuori le mura di Amelia.
Nel Martirologio romano infatti, nel primo giorno di giugno si legge: Ameriae in Umbria Sancti Secundi Martyris qui sub Diocletiano in Tiberim proiectus, martyrium consumavit.
Successivamente sul sepolcro del santo avvennero diversi segni miracolosi, perfino i buoi che aravano la terra nei pressi s'inginocchiavano nel passarvi davanti. Fu per questo che venne eretta una chiesa a lui dedicata proprio dove era sepolto.
Gli amerini lo elessero compatrono della città.
Anche a Gubbio venne nel tempo costruita una chiesa in onore di san Secondo dove vennero portate anche delle reliquie, mentre altre rimasero in Amelia custodite sotto l'altare maggiore della chiesa. Tale chiesa venne ricostruita, forse nel secolo IX, da Monaci Benedettini che provvidero a mantenere vivo e a diffondere il culto del Martire anche attraverso la riscrittura della passio nelle forme giunte fino a noi.

## L'abbazia
Come già detto nel XII secolo venne ricostruita e ampliata la primitiva chiesa ed edificata un'abbazia sempre sotto il titolo di san Secondo; i possedimenti dell'abbazia si estendevano nella campagna circostante. Unico elemento che ricorda l'antico edificio è la torre protoromanica con base quadrata che affianca la facciata della chiesa.
L'abbazia fu teatro di avvenimenti storici: fu davanti a san Secondo che il 2 giugno 1160 Lotario del fu Bonifacio di Rabarto, alla presenza di tre consoli di Amelia, dell'Abate di San Secondo, di altri monaci e di sette canonici della Cattedrale vendette a quest'ultimi la sua metà del castello di Luchiano e gli annessi diritti sulla chiesa di santa Fermina esistente nel territorio del castello; ancora nel 1208, sempre davanti a San Secondo venne firmato un trattato fra Amelia e Todi, dopo una delle numerose lotte fra i due comuni; nel 1331 intorno a San Secondo, si accamparono le truppe del Rettore del Patrimonio Pietro d'Artisio (Artois), canonico di Poiters, che assediavano Amelia rea di essersi sollevata contro il potere pontificio.
La chiesa romanica cadde in rovina nel corso del cinquecento e venne faticosamente ricostruita dopo diversi decenni, durante i quali, invano, vennero cercate le reliquie del Santo titolare.

## La chiesa
Oggi il complesso si presenta distinto in due nuclei: il primo dove si trova la chiesa vera e propria, il secondo adibito ad oratorio della Confraternita della Morte e Orazione. Il portale a trabeazione piatta ha, ai lati, le finestre del viandante, ad altezza uomo, che permettevano di assistere alle funzioni sacre dall'esterno.
Nell'interno della chiesa si ammira la pregevole tela sopra l'altare maggiore, opera forse di Livio Agresti, pittore attivo in Amelia alla fine del XVI secolo, rappresentante i Santi Secondo e Olimpiade che invocano la protezione sulla città, riprodotta in un'interessante veduta panoramica. Ai lati altre tele seicentesche.
Nel secondo ambiente, quello adibito ad oratorio, si trova un artistico coro ligneo, dove si riunivano, per recitare i sacri Uffici, i Confratelli della Buona Morte.
Nella parte alta, sul soffitto si trova la Regina Morte incoronata che simboleggia il suo dominio su tutti gli uomini. Sopra l'altare è presente una pala con l'immagine della deposizione di Gesù. Nelle nicchie laterali ci sono i ritratti dei Santi Girolamo e Paolo eremita (o Onofrio).

## La Confraternita della Morte e Orazione
La Compagnia dell'Orazione o della Morte in Amelia, venne eretta nel 1585 sotto il vescovo Antonio Lazzari (1572 - 1591), come si rileva da un antico documento, in seguito alla cessione in affitto ai confratelli, per la Fabbrica dell'oratorio fatta dall'abate e dai canonici della collegiata di San Secondo e venne poi aggregata alla Compagnia della Morte in Roma nel 1615, secondo un privilegio del protettore cardinale Odoardo Farnese, con tutti i benefici relativi alle indulgenze concesse dai vari papi.
Oltre alla recita dell'uffizio e della preghiera in comune, tra gli obblighi dei confratelli c'era il trasporto dei defunti, cui essi partecipavano vestendo un saio nero con cappuccio a punta dello stesso colore che ricopriva l'intero volto tranne due aperture per gli occhi e un cingolo ai fianchi avendo sul petto, a sinistra, l'effige della Morte.
Il luogo di congregazione era appunto l'Oratorio dietro la chiesa di San Secondo all'ingresso della quale, sopra la porta è incisa questa scritta sul travertino: "VEN. SOC. MORTIS IN HONOREM S. SECUNDI M. FECIT TEMPLVM HOC A.D. MDCXLVII" (la Venerabile Società della Morte in onore di san Secondo martire fece costruire questo tempio nell'anno del Signore 1647)
La Confraternita essendo aggregata alla Compagnia di Roma, fruiva dell'indulgenza plenaria per tutti coloro che, confessati e comunicati, dopo aver recitato le solite preghiere, visitavano la chiesa dai primi vespri al tramonto, il giorno della Commemorazione dei defunti fino a tutto l'ottavario, concessa da Clemente X il 13 maggio 1671.
Nel secolo XVII la Confraternita aprì nei locali dell'abbazia anche un collegio per orfani.
La Confraternita è a tutt'oggi attiva.

## Galleria d'immagini

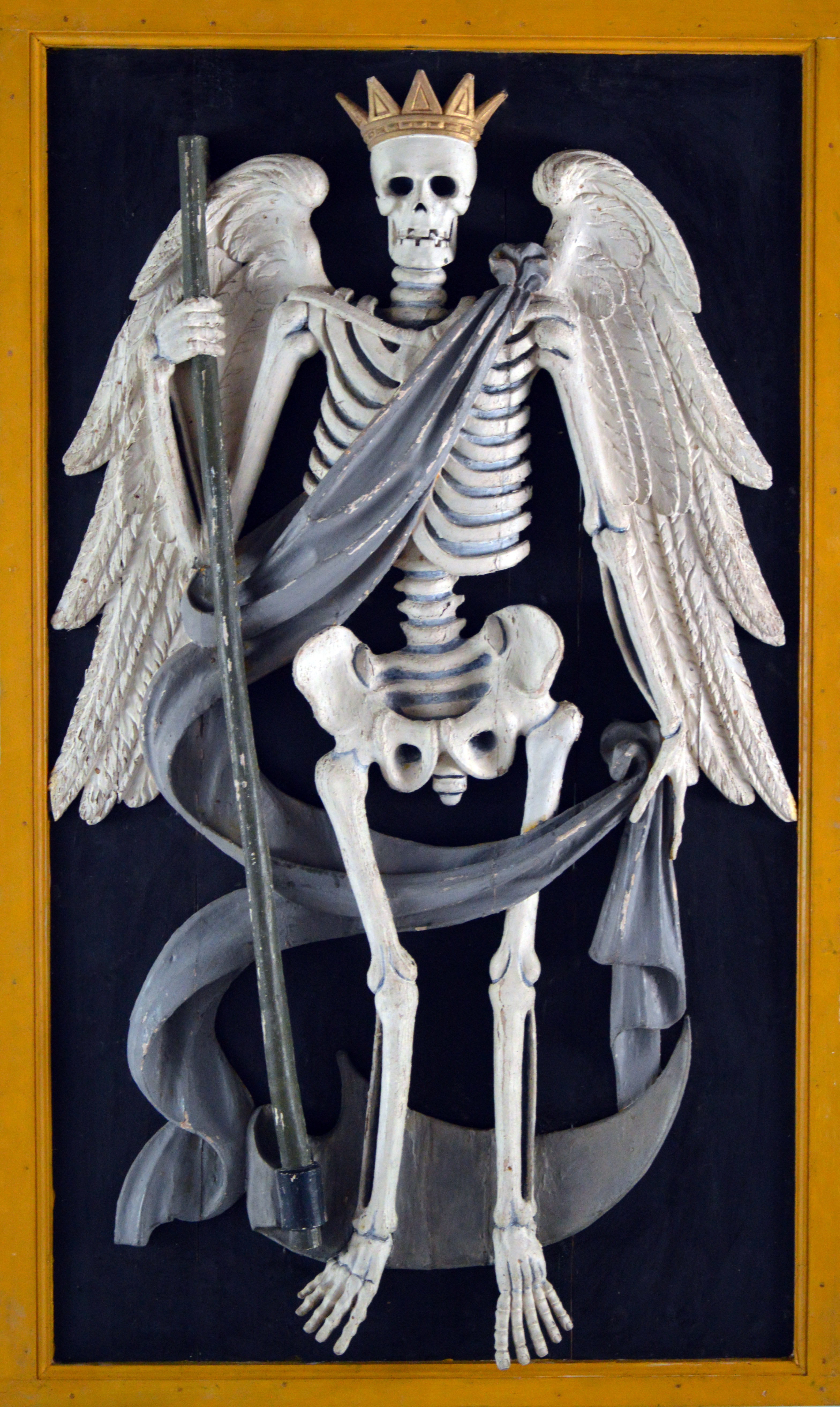
Soffitto secondo ambiente - La Regina morte che veglia su tutti noi.
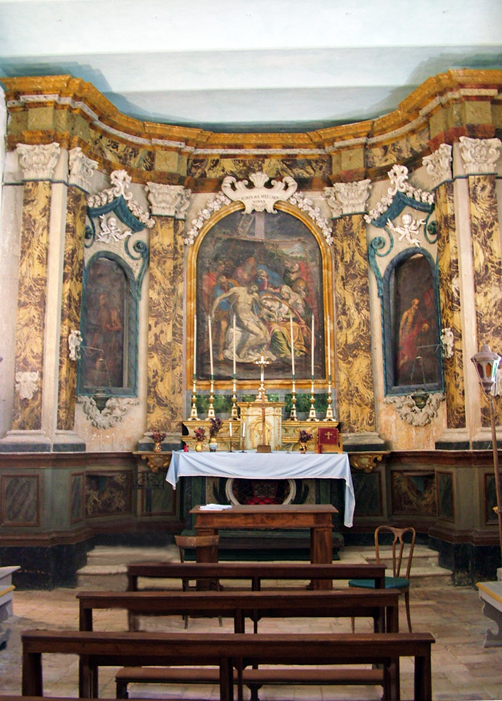
2° ambiente
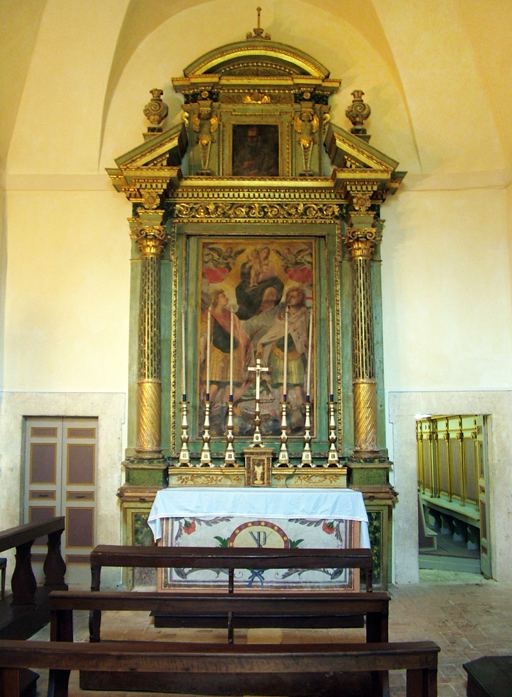
1° ambiente
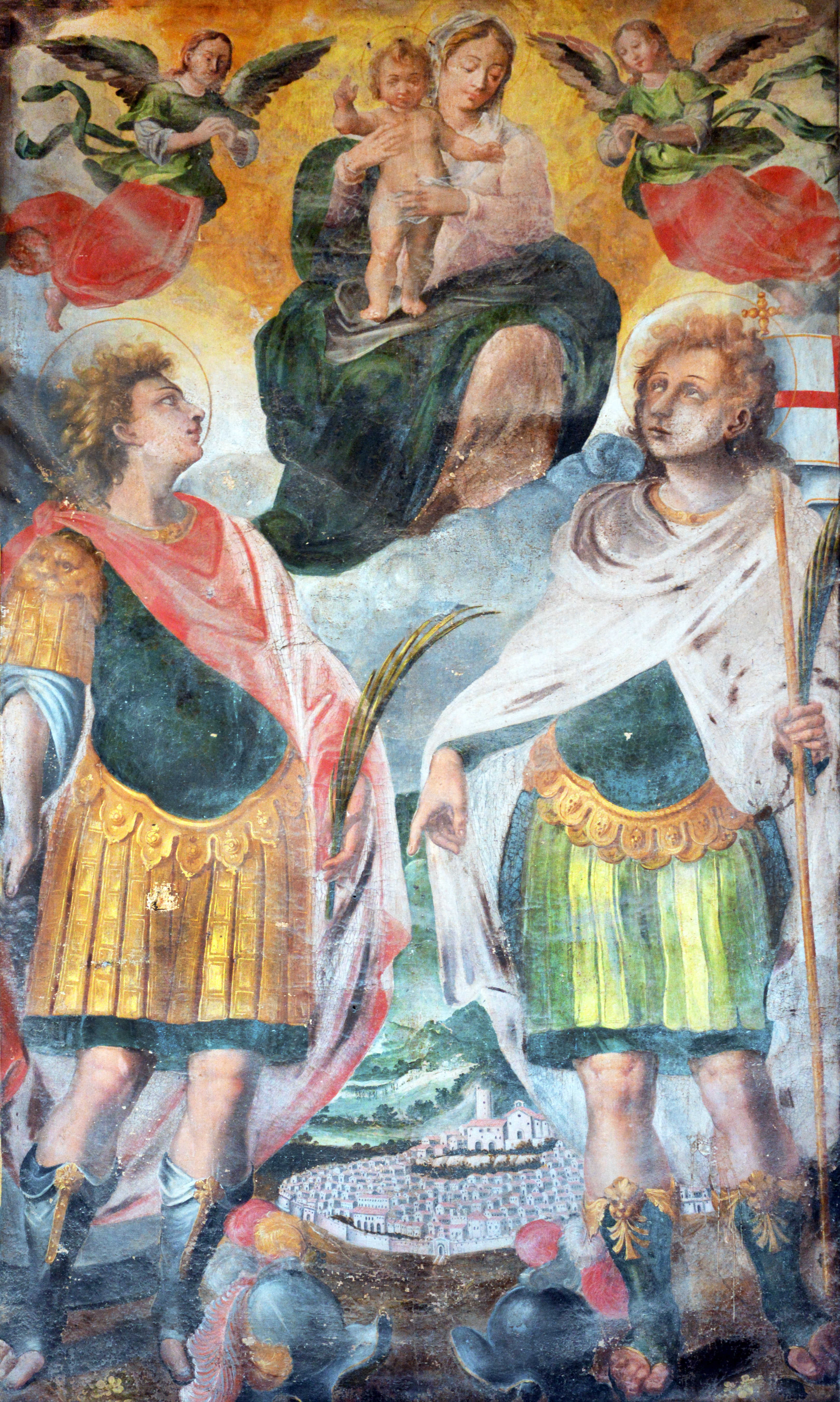
Tela forse di Livio Agresti - Primo ambiente, altare centrale - Madonna in Gloria con Sant'Olimpiade e San Secondo che invocano la protezione della Città.
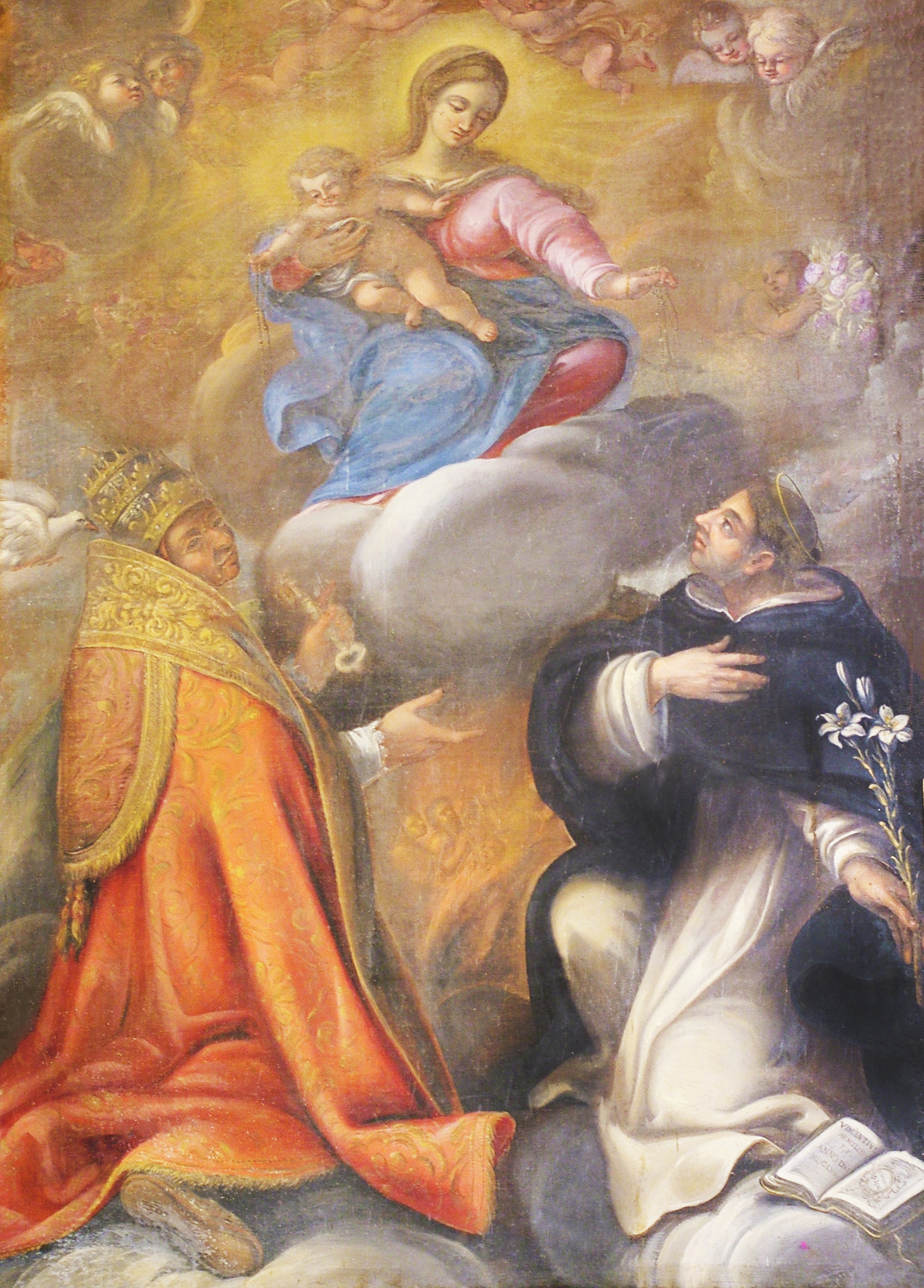